# Johann Georg Faust

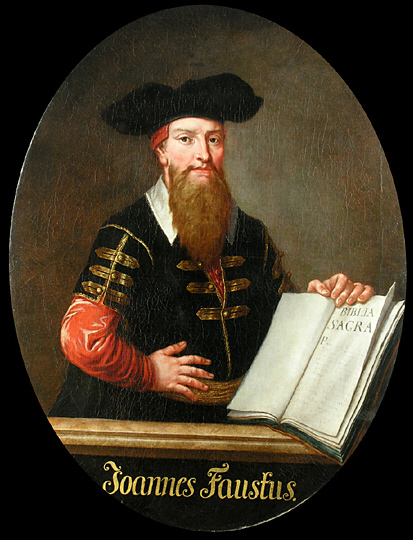
Johannes Faust

Johann Georg Faust (hoặc Johannes Faust, Georg Faust; khoảng 1480 – 1541) là một nhà chiêm tinh, một thầy thuốc, một nhà ảo thuật người Đức. Trong thời kỳ văn học cải cách tôn giáo thế kỷ 16, xuất hiện 68 giai thoại về nhân vật Faust được Johannes Spies ghi chép lại và từ đó lưu truyền trong dân gian về nhân vật này như một huyền thoại: người bán linh hồn cho quỷ.

## Sách dân gian Faust
Sách truyện dân gian (Volksbuch) là một khái niệm phổ biến của văn học Đức thế kỷ 15-16. Nhân vật trong truyện này thường thông minh, hóm hỉnh, nhiều yếu tố lạ, có hành động "kinh thiên động địa" trong những tình huống phức tạp, éo le... Đây còn là những tác phẩm khuyết danh được in bằng giấy thông thường và bán rẻ nhằm phổ biến rộng rãi trong công chúng.
Năm 1587, J.Spies cho xuất bản cuốn sách truyện dân gian về Faust cùng lời giải thích:  Chuyện về Faust, kẻ làm quỷ thuật du đãng và là tên phù thủy. Hắn liên minh với quỷ sứ. Hắn phiêu lưu mạo hiểm. Và hắn phải nhận lấy số phận của mình. Kẻ không kính trọng thánh thần và là ví dụ khủng khiếp răn đe mọi người.
Faust-một học giả tài ba, tính tình ngạo mạn, chuyên giao du với những kẻ đồi bại, sống đời sống của kẻ vô thần một cách tự do, phóng túng. Để thỏa mãn lòng mong muốn mở mang trí tuệ, Faust kết thân với quỷ Mephisto ở dưới địa ngục và hiến đi linh hồn của mình. Sau khi mở mang được rất nhiều kiến thức, thỏa mãn mọi dục vọng ở trần gian thì Faust bị Mephisto xé tan xác khiến cho máu, óc Faust vung vãi khắp nơi.
68 câu chuyện về Faust là những huyền thoại đầy tính phiêu lưu, mạo hiểm, khám phá những bí mật của trời đất, một sự xâm phạm thiêng liêng đến thánh thần... xuất phát từ một nhân vật có thật trong đời sống được công chúng hết sức ưa chuộng và là nguồn cảm hứng cho kịch Faust của Goethe ra đời sau này.

## Kịch Faust
Kịch thơ-văn xuôi Faust là tác phẩm tiêu biểu của nhà văn J.Wolfgang Goethe. Tác phẩm gồm 12.111 câu thơ xen lẫn với văn xuôi được thể hiện trong một cấu trúc độc đáo: mở đầu là 32 câu thơ đề tặng làm màn giáo đầu sân khấu-thiên đình. Faust J gồm 25 cảnh liên tiếp, không chia hồi.Faust – tâm trạng của đại văn hào Goethe –tâm trạng của thời đại
Faust I xuất bản năm 1808. Goethe hoàn thành Faust II ngày 22.7.1831. Goethe sáng tác Faust I khi đang ở tuổi thanh niên, ở tâm trạng chán ghét muốn nổi loạn chống lại "sự cùng khổ Đức".Đó là tâm trạng của các nhà văn và thế hệ thanh niên phong trào Bão táp và Xung kích.
Faust II gốm 5 hồi viết theo kết cấu cổ điển.Faust II được bắt đầu khi Goethe đã năm mươi tuổi và hoàn thành một năm trước khi Goethe ra đi vào cõi vĩnh hằng – vào năm ông 82 tuổi. Ở Faust II, Faust không còn là con người đi tìm những lạc thú trần gian, giờ Faust chỉ muốn hành động giúp ích cho đời.
Từ hình tượng bác sĩ Faust trong dân gian, Goethe đã tìm thấy một khát vọng vô biên về sức mạnh sáng tạo và chinh phục của con người. Nhờ bán linh hồn cho Mephisto mà Faust có thể lên thiên đường, xuống địa ngục, cải lão hoàn đồng, khai hoang lấn biển... Cuộc đời Faust trải qua rất nhiều thử thách, cám dỗ và cuối cùng, chàng rút ra được chân lý "khởi thủy là hành động" và khẳng định Chỉ những ai hàng ngày biết chinh phục mới đáng hưởng tự do và cuộc sống.
Xây dựng hình tượng song song: Faust-con người với những nỗ lực không ngừng vượt qua cám dỗ và Mephisto-quỷ sứ với những bạo liệt của dục vọng, quyết bám lấy trần gian bằng tất cả các giác quan, Goethe đã dựng chân dung hằng có của một con người: tốt và xấu. Sự tồn tại Faust và Mephisto trong mỗi con người là có thật.
Kịch Faust là loại "kịch trong kịch" với nhiều tác phẩm nhỏ được lồng ghép nhau. Nội dung phong phú của tác phẩm được biểu hiện dưới hình thức văn chương biến đổi linh hoạt thơ - văn xuôi, các đối thoại triết học, các khúc ca, đoạn ngâm... được bố trí bất ngờ tạo nên tính chất hấp dẫn lôi cuốn đặc biệt. Ở kịch Faust, người ta thấy được "lịch sử nhân loại được hồi sinh trọn vẹn theo từng bước chân của Faust" (G.Chonhio). Faust, từ một nhân vật có thật đã trở thành hình tượng huyền thoại trong dân gian và đến nay, trở thành một tác phẩm gắn liền với tên tuổi của Goethe.

## Người bán linh hồn
Than ôi, trong con người tôi, hai linh hồn cùng ở. Một đằng thì bạo liệt đam mê, quyết xa rời trần gian bằng mọi giác quan cơ thể. Một đằng thì quyết bám lấy trần ai cuộc thế để bay lên từng tinh khiết, cõi tổ tiên xưa.
Trong lịch sử văn học thế giới, Faust là nhân vật duy nhất dám đổi linh hồn của mình để tìm kiếm sức mạnh sáng tạo và khám phá. Giống như nhân vật Don Quichotte của Cervantes, hoàng tử bé của Saint-Exupéry, con bọ Gregor Samsa của Kafka... Faust bước vào thế giới của những điều ngoài sự biết của con người bằng chính trí tưởng tượng và khả năng sáng tạo của họ. Linh hồn của Faust, có giá trị như một cuộc đấu tranh giữa thiện-ác, giữa sống và chết, giữa cám dỗ và ý chí... Faust gợi mở mô-típ hóa thân trong văn học.
Trong sách dân gian, Faust chết một cách bi thảm. Còn Goethe đã để các thiên thần đón linh hồn Faust lên thiên đường sau câu nói cuối cùng của chàng: Thời gian ơi ngừng lại! vì ở Faust, con người là như thế: thiên thần - quỷ dữ.